# Namecheap

Namecheap, Inc.

| Тип                       | бізнес                |
| Форма власності           | приватна компанія     |
| Галузь                    | хостинг               |
| Засновано                 | 2000                  |
| Засновник                 | Richard Kirkendall    |
| Штаб-квартира             | Phoenix, Arizona, USA |
| https://www.namecheap.com |                       |

Namecheap — це акредитований ICANN доменний реєстратор та хостингова компанія, що базується у Фініксі, штат Аризона. Компанія була заснована у 2000 році Річардом Кіркендалом і з того часу стала одним з найбільших незалежних реєстраторів доменів у світі, з понад 10 мільйонами клієнтів та понад 17 мільйонами доменів під управлінням.
Namecheap пропонує послуги з реєстрації доменних імен, включаючи реєстрацію, перенесення та продовження доменів, а також захист конфіденційності доменів та інші додаткові послуги. Крім того, Namecheap також пропонує віртуальний хостинг, WordPress-хостинг, VPS-хостинг і виділені сервери.
Namecheap приймає біткойн як спосіб оплати з березня 2013 року.
У лютому 2022 року компанія оголосила про припинення обслуговування російських акаунтів через російсько-Українську війну, посилаючись на «військові злочини та порушення прав людини».
15 лютого 2023 року Високий суд Делі наказав Міністерству інформаційних технологій Індії заблокувати Namecheap та інших реєстраторів доменів через кіберсквотинг і недотримання індійських ІТ-правил 2021 року.

## Адвокація

### Рішення ICANN щодо цінових обмежень
У липні 2019 року Namecheap була однією з організацій, які подали запит до ICANN з проханням переглянути рішення про зняття цінових обмежень для доменів .org та .info. Станом на вересень 2019 року ICANN проігнорувала такі запити.

### Припинення обслуговування російських рахунків
У лютому 2022 року компанія оголосила про припинення обслуговування російських акаунтів через російсько-Українську війну, посилаючись на «військові злочини та порушення прав людини».
Поточні російські користувачі отримали тижневий пільговий період для перенесення своїх доменів. Наступного дня цей термін було продовжено ще на 2 тижні. Якщо користувачі не перенесли свої домени, їхні вебсайти ставали недоступними, навіть якщо термін реєстрації домену ще не закінчився.
Компанія також оголосила, що буде пропонувати безкоштовну анонімну реєстрацію доменів і веб-хостинг усім протестним і антивоєнним сайтам у росії та білорусі.
Водночас Namecheap заявила, що в Україні працює понад 1000 співробітників, більшість з яких — технічний допоміжний персонал, переважно у Харкові.